# 金色低紋鮨
金色低紋鮨，為輻鰭魚綱鱸形目鱸亞目鮨科的其中一種，分布於中西大西洋區，包括尼加拉瓜、巴哈馬群島、開曼群島、牙買加、多明尼加共和國、千里達等海域，棲息深度1-45公尺，體長可達13.2公分，生活在珊瑚礁區，為底棲性魚類，屬肉食性，可做為觀賞魚。